# Smail Šikalo
Smail (Smajo) Šikalo (Plužine kraj Nevesinja, 26. travnja 1967. – Sarajevo, 8. prosinca 1992.) je bio bosanskohercegovački vojnik, poznat po tome što je za vrijeme opsade Sarajeva bio zapovjednik vojne policije 2. motorizirane brigade ARBiH. Prije izbijanja rata u BiH se bavio karateom, a neposredno pred izbijanje sukoba sudjeluje u organiziranju paravojnih formacija od kojih će kasnije nastati ARBiH. Na početku rata se istakao u borbama, ali i pisanjem pjesama koje su objavljene u tadašnjim sarajevskim ratnim listovima. Tri puta je ranjen, posljednji put 1. prosinca 1992. Sedam dana kasnije podlegao je ranama. 